# قنطرة ملحية

مكونات خلية غلفانية توضِّح قنطرة ملحيَّة في الوسط

قنطرة ملحية أو الجسر الملحي (بالإنجليزية: Salt bridge)‏ عبارة عن أنبوب على شكل حرف «U» وتحتوي على أنبوب مُشبَّع مِن مواد مُتأينة مثل كبريتات الصوديوم، وهي تعمل على إغلاق الدائرة الكهربائية وعند إزالتها يتوقف سريان التيَّار.
تسمح القناطير الملحيَّة بتدفق الأيونات المشحونة بين خليتين نصفيتين، ولكنها تَمنع الاختلاط المنتشر بين محلولي الملح المعدني المختلفين. يُمكن استخدام العديد من الأشياء كجسر ملحي أو قنطرة ملحيَّة، كـ قطعة من الخيط أو القطن أو ورق الترشيح المنقوع في محلول إلكتروليت. وقد يتم استخدام الزجاج المصقول، وإن لم يكن جسرًا ملحًا (أي كقنطرية ملحية)، لربط خليتين نصفيتين.